# Метеорний апокаліпсис
«Метеорний апокаліпсис» — американський науково-фантастичний фільм 2010 року режисера Мічо Рутаре.

## Про фільм
Комета з довгим періодом обертання прямує на зіткнення із Землею. Усі ядерні держави світу запускають міжконтинентальні балістичні ракети по кометі, але лише розбивають її на фрагменти. 
Уламки комети незабаром починають врізатися в землю.

## Знімались
| Актор             | Роль          |
| ----------------- | ------------- |
| Джо Лендо         | Девід Дематті |
| Клаудія Крістіан  | Кейт Дематті  |
| Купер Гарріс      | Лінн          |
| Медісон Маклафлін | Елісон        |
| Брендан Бредлі    | Куртіс Ленглі |